# NXT Super Tuesday
NXT Super Tuesday – gala wrestlingu wyprodukowana przez federację WWE. Gala była wyprodukowana dla zawodników z brandu NXT. Gala była podzielona na dwie części i odbyła się 26 sierpnia i 8 września 2024 w Full Sail University w Winter Park w stanie Floryda. Emisje były przeprowadzone za pośrednictwem USA Network. Pierwsza część została wyemitowana z opóźnieniem 1 września, podczas gdy druga część została wyemitowana tej samej nocy 8 września.
W walce wieczoru pierwszej części, Fatal 4-Way Iron Man match o zwakowany NXT Championship zakończył się remisem pomiędzy Adamem Colem i Finnem Bálorem z wynikiem 2-2-1-1, w którym brali również udział Tommaso Ciampa i Johnny Gargano. Po czym ustalono, że podczas drugiej części Cole i Bálor zmierzą się ze sobą o zwakowany tytuł, a walkę wygrał Bálor zdobywając zwakowany NXT Championship, natomiast w walce wieczoru drugiej części, Rhea Ripley pokonała Mercedes Martinez w Steel Cage matchu.

## Produkcja

### Tło
Ze względu na konflikt w harmonogramie z playoffami NHL Stanley Cup 2020 w USA Network w normalnym środowym przedziale czasowym NXT, program został tymczasowo przeniesiony na wtorkową noc na okres dwóch tygodni. Podobnie jak w przypadku innych wydarzeń NXT WWE podczas pandemii COVID-19 od połowy marca, dwutygodniowe wydarzenie zostało zaprezentowane zza zamkniętych drzwi w macierzystej bazie NXT Full Sail University w Winter Park w stanie Floryda.

### Rywalizacje
NXT Super Tuesday oferowało walki profesjonalnego wrestlingu z udziałem wrestlerów należących do brandu NXT. Wyreżyserowane rywalizacje (storyline’y) były kreowane podczas cotygodniowych gal NXT. Wrestlerzy są przedstawieni jako heele (negatywni, źli zawodnicy i najczęściej wrogowie publiki) i face’owie (pozytywni, dobrzy i najczęściej ulubieńcy publiki), którzy rywalizują pomiędzy sobą w seriach walk mających budować napięcie. Kulminacją rywalizacji jest walka wrestlerska lub ich seria.

#### Pojedynek o NXT Championship
Na NXT TakeOver XXX, Karrion Kross z powodzeniem pokonał Keitha Lee, aby wygrać NXT Championship. Jednak po walke dowiedziano się, że Kross autentycznie rozdzielił ramię w pewnym momencie podczas walki, zmuszając Krossa do zrzeczenia się mistrzostwa 26 sierpnia na odcinku NXT, ze względu na niezdolność do medycznego oczyszczenia do rywalizacji. W dalszej części programu Generalny Menadżer NXT William Regal ogłosił 60-minutowy Fatal 4-Way Iron man match pomiędzy Johnnym Gargano, Finnem Bálorem, Tommaso Ciampą i Adamem Cole’em, aby wyłonić nowego mistrza na Super Tuesday.

## Wyniki walk
| Nr                                 | Wyniki | Stypulacje                                              | Czas  |
| ---------------------------------- | --- | ------------------------------------------------------- | ----- |
| 1                                  | Isaiah Swerve Scott i Breezango (Fandango i Tyler Breeze) pokonali Legado del Fantasma (Santosa Escobara, Joaquina Wilde’a i Raula Mendozę) poprzez pinfall | Six-man Tag Team Street Fight                           | 11:53 |
| 2                                  | Candice LeRae pokonała Kacy Catanzaro (z Kayden Carter) poprzez pinfall                                                                                     | Singles match                                           | 3:00  |
| 3                                  | Timothy Thatcher pokonał Bronsona Reeda poprzez pinfall | Singles match                                           | 4:46  |
| 4                                  | Tommaso Ciampa vs. Adam Cole vs. Johnny Gargano vs. Finn Bálor zakończyło się remisem pomiędzy Colem i Bálorem z wynikiem 2-2-1-1                           | Fatal 4-Way Iron Man match o zwakowany NXT Championship | 60:00 |
| (c) – mistrz/mistrzyni przed walką | |                                                         |       |

| Nr                                 | Wyniki                                                                       | Stypulacje                                 | Czas  |
| ---------------------------------- | ---------------------------------------------------------------------------- | ------------------------------------------ | ----- |
| 1                                  | Finn Bálor pokonał Adama Cole’a poprzez pinfall                              | Singles match o zwakowany NXT Championship | 23:09 |
| 2                                  | Velveteen Dream pokonał Ashante "Thee" Adonisa poprzez pinfall               | Singles match                              | 1:35  |
| 3                                  | Bronson Reed pokonał Austina Theory’ego poprzez pinfall                      | Singles match                              | 10:48 |
| 4                                  | Roderick Strong (z Bobbym Fishem) pokonał Killiana Daina poprzez pinfall     | Singles match                              | 4:05  |
| 5                                  | Rhea Ripley pokonała Mercedes Martinez (z Robertem Stone’em) poprzez pinfall | Steel Cage match                           | 14:21 |
| (c) – mistrz/mistrzyni przed walką |                                                                              |                                            |       |

| Wynik   | Wrestler       | Decyzja    | Notka                                                  | Czas  |
| ------- | -------------- | ---------- | ------------------------------------------------------ | ----- |
| 1–0–0–0 | Finn Bálor     | Przypięcie | Bálor przypiął Cole’a po wykonaniu Coup de Grace       | 25:29 |
| 1–0–1–0 | Johnny Gargano | Przypięcie | Gargano przypiął Bálora po wykonaniu Fairy Tale Ending | 33:19 |
| 1–1–1–0 | Adam Cole      | Przypięcie | Cole przypiął Gargano po wykonaniu Panama Sunrise      | 35:19 |
| 1–1–1–1 | Tommaso Ciampa | Przypięcie | Ciampa przypiął Cole’a po wykonaniu Fairy Tale Ending  | 37:15 |
| 2–1–1–1 | Finn Bálor     | Przypięcie | Bálor przypiął Ciampę po wykonaniu Coup de Grace       | 59:41 |
| 2–2–1–1 | Adam Cole      | Przypięcie | Cole przypiął Bálora po wykonaniu Last Shot            | 59:59 |